# باشکوه (فیلم ۲۰۲۲)
باشکوه یا شکوهمند (به انگلیسی: Glorious) فیلمی محصول سال ۲۰۲۲ و به کارگردانی ربکا مک‌کندی است. در این فیلم بازیگرانی همچون رایان کوانتن و جی. کی. سیمونز ایفای نقش کرده‌اند.